# Nikola Miricki
Nikola Miricki (Vrbas, 12 juli 1980) is een Servisch voormalig handballer. Tussen 2010 en 2013 kwam hij uit voor Limburg Lions.